# Las Varas (Madera)
Las Varas (Estación Babícora) es una localidad del estado mexicano de Chihuahua, localizada en el municipio de Madera, del que tiene carácter de sección municipal. Se encuentra en la región de Babícora, ubicada en las faldas de la Sierra Madre Occidental.

## Localización y demografía
Las Varas se encuentra ubicado en el noroeste del estado de Chihuahua y en el noreste del municipio de Madera, sus coordenadas geográficas son 29°28′51″N 108°01′32″O / 29.48083, -108.02556 y su altitud es de 2 203 metros sobre el nivel del mar.
Se encuentra localizada a unos 30 kilómetros al norte de la cabecera municipal, la ciudad de Madera y a unos 18 kilómetros al noroeste de la población de Nicolás Bravo; su principal vía de comunicación es una carretera estatal que la une con esta última población, adicionalmente una carretera de terracería la une a la carretera Madera-El Largo Maderal. En la antigüedad su principal comunicación era el ferrocarril que en su ramal La Junta-Ciudad Juárez pasaba por la población, que constituía una estación del mismo.
Las Varas es una población dedicada mayoritariamente a actividades agrícolas, al encontrarse en la zona de Babícora y cercana a la laguna del mismo nombre que permite una importante productividad de los campos.
De acuerdo al Censo de Población y Vivienda de 2010 realizado por el Instituto Nacional de Estadística y Geografía, la población de Las Varas es de 1 417 personas, de las que 746 son hombres y 671 son mujeres. Las Varas es la cuarta localidad más poblada del municipio, tras Madera, El Largo y Nicolás Bravo.

## Historia
El origen de la población de Las Varas es la de una estación del ferrocarril La Junta-Ciudad Juárez, en consecuencia hacia 1950 recibió oficialmente el nombre de Estación Babícora, que sin embargo y como muchos otros modificaciones de nombre, no adquirió arraigo entre la población. Finalmente en 1995 su nombre oficial quedó en Las Varas (Estación Babícora)
El 5 de julio de 2017 ocurrió en Las Varas un enfrentamiento entre grupos de sicarios del crimen organizado, particular de La Línea, brazo armado del Cártel de Juárez y el Cártel de Sinaloa, que dejó como saldo un total de 14 personas muertas.